# Stade Abdoulaye Nakoro Cissoko
Het Stade Abdoulaye Nakoro Cissoko is een multifunctioneel stadion in Kayes, Mali. Het stadion wordt vooral gebruikt voor voetbalwedstrijden. De voetbalclub AS Sigui speelt in dit stadion zijn thuiswedstrijden.

## Afrikaans kampioenschap voetbal 2002
In 2002 werden in dit stadion voetbalwedstrijden voor de Afrika Cup van dat jaar gespeeld. In dit stadion werden 2 groepswedstrijden en 1 wedstrijd in de knock-outfase gespeeld.
| № | Datum           | Wedstrijd                  | Uitslag | Afrika Cup 2002 | Toeschouwers |
| - | --------------- | -------------------------- | ------- | --------------- | ------------ |
| 1 | 29 januari 2002 | Congo-Kinshasa – Ivoorkust | 3 – 1   | Groepsfase      | 12.000       |
| 2 | 31 januari 2002 | Senegal – Tunesië          | 0 – 0   | Groepsfase      | 8.000        |
| 3 | 3 februari 2002 | Zuid-Afrika – Mali         | 0 – 2   | Kwartfinale     | 15.000       |